# ロシア連邦民法典
ロシア連邦民法典（ロシアれんぽうみんぽうてん、ロシア語: Гражданский кодекс Российской Федерации, ГК РФ）とは、ロシアにおける民法の中心的な法源となっている法典である。
ロシア連邦民法典は、4つの部分に分かれて施行された。第1部は「総則」（例えば定義規定や、法人の規定等）であり、1994年に下院で成立し、1995年に施行された。第2部の「債権」（各則）は1996年に、第3部の「相続」は2002年にそれぞれ施行された。この法典の基本原理は全当事者の平等であり、私有財産の不可侵、契約の自由、私権の自由行使、私権の法的保護が定められている。
第4部は「知的財産」であり、2006年12月18日に成立し、2008年1月1日に施行された。この第4部は、世界で初めて知的財産法が完全に法典化されたものである。

## 構成
- 第1部（第1～453条）
  - 第1編：総則
  - 第2編：所有権その他の物権
  - 第3編：債権総則
- 第2部（第454～1109条）
  - 第4編：債権各則
- 第3部（第1110～1224条）
  - 第5編：相続
  - 第6編：国際私法
- 第4部（第1225～1551条）
  - 第7編：知的財産権及び商標

多くのヨーロッパの民法典と異なり、ロシア連邦民法典は家族法（親族法）が含まれておらず、別の法律に規定されている。

## 歴史
1994年7月、当時大統領だったボリス・エリツィンは、「“ロシアにおける私法の制定と発展”計画」という名の法令に署名した。この計画に基づき、新しい民法典を作るため、セルゲイ・アレクセーエフを初めとする法学者グループが招集された。最初は、あらゆる政治的立場の政治家が法案に反対した。民法典第1部が下院で賛成されるためには相当な努力が必要であった。他方、連邦会議（ロシアの上院）は、この法律に反対の議決をした。しかし、連邦会議が議決をするまでに、憲法で認められた期間より長くかかったため、エリツィンはこの法律に署名して成立させた。つまり、アレクセーエフが述べたように、この民法典は“偶然”成立したのである。